# نبی یوشع
نبی یوشع (عربی: النبی یوشع) یک روستای فلسطینی کوچک در جلیل بود که در ۱۷ کیلومتری شمال شرقی صفد و با ارتفاع ۳۷۵ متر از سطح دریا قرار داشت. از سال ۱۹۲۳ تا ۱۹۴۸ بخشی از قیمومیت فلسطین بود و در طول جنگ اعراب و اسرائیل در سال ۱۹۴۸ خالی از سکنه شد. روستا توسط زمین‌های جنگلی مشرف به دره حوله احاطه شده بود.

## تاریخ
در اواخر قرن هجدهم، خانواده‌ای معروف به الغول، زیارتگاه نبی یوشع (پیامبر یوشع) را که شامل یک مسجد و ساختمانی برای بازدیدکنندگان بود را به‌صورت داوطلبانه ساختند. این خانواده که «خادمان حرم» نیز نامیده می‌شوند، حدود پنجاه نفر بودند و اولین کسانی بودند که در این مکان ساکن شدند. آنها زمین‌های اطراف را کشت کردند و این مکان متعاقباً به یک روستا تبدیل شد.
در سال ۱۸۵۱–۱۸۵۲، ون دو ولده، حرم یوشع را در نبی یوشع یاد کرد که در کنار آن یک درخت تربینت کهنسال وجود داشته‌است.
در سال ۱۸۷۵ ویکتور گورین پس از طی کردن مسیری بسیار شیب دار و دشوار از شرق به مقام (زیارتگاه) رسید. وی زیارتگاهی را که مسلمانان محلی آن را به نبی یوشع تقدیم کرده‌اند، به عنوان بنایی با دو گنبد کوچک توصیف کرد.
در سال ۱۸۸۱، بررسی صندوق اکتشاف فلسطین از فلسطین غربی اشاره کرد که شیعیان از روستای قدس به نبی یوشع آمدند تا نام یوشع پیامبر را گرامی بدارند.
سفال‌هایی از راشیا الفخار در این روستا پیدا شده‌است.

### دوران قیمومت بریتانیا
روستا، در پایان جنگ جهانی اول، تحت کنترل فرانسه بود و توافقنامه مرزی بین بریتانیا و فرانسه در سال ۱۹۲۰ آن را در مرز لبنان قرار داد. در زمان سرشماری که توسط فرانسوی‌ها در سال ۱۹۲۱ انجام شد، به روستاییان تابعیت لبنان اعطا شد. با این حال کمیسیون مرزی که با توافق ۱۹۲۰ ایجاد شد، مرز را تغییر داد و روستا را در محدودهٔ فلسطین معین کرد. تا سال ۱۹۲۴ انتقال کنترل به مقامات بریتانیا کامل نشد.
در دوره قیمومت، انگلیسی‌ها یک پاسگاه پلیس در روستا ساختند. مردم روستای نبی یوشع که همگی از مسلمانان شیعه بودند، در پانزدهم ماه شعبان (هشتمین ماه از گاهشماری اسلامی) سالانه موسم (زیارت) و جشن برگزار می‌کردند. مراسم آن‌ها شبیه جشن نبی روبین در سواحل جنوبی فلسطین بوده‌است.

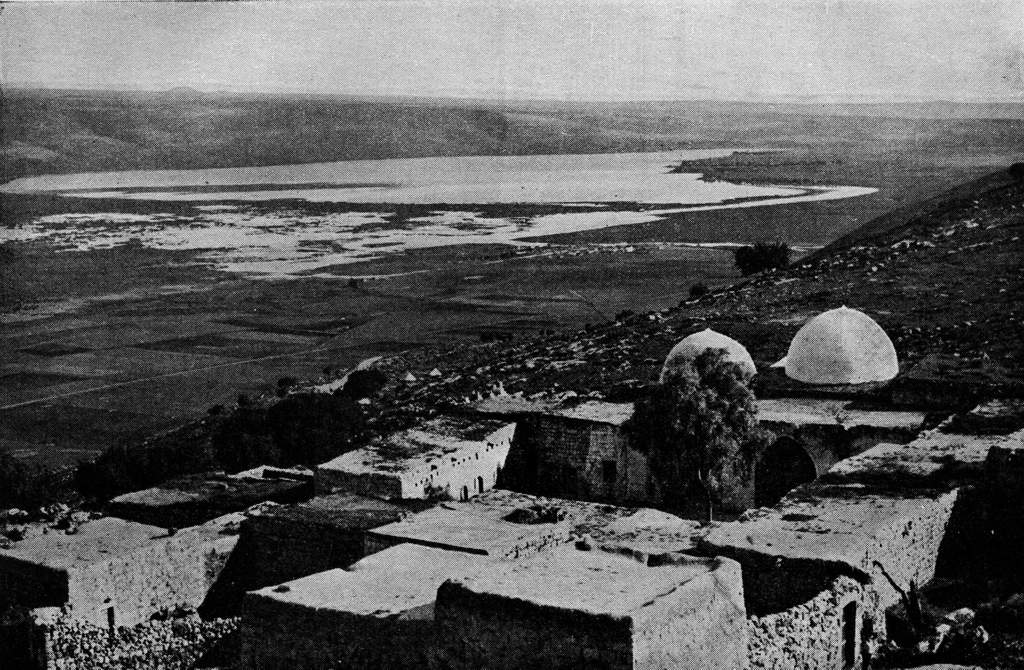
نمایی از دره هولا از نبی یوشع دهه ۱۹۳۰

در سرشماری ۱۹۳۱ فلسطین، این روستا محل سکونت ۵۲ نفر در آن سال (۱۲ خانوار) بود، که در آمار روستایی ۱۹۴۵ به ۷۰ نفر افزایش یافت و تا سال ۱۹۴۸ که خالی از سکنه شد، به ۸۱ نفر(۱۸ خانوار) رسید. این دهکده مساحتی معادل ۳۶۱۷ دونم را اشغال کرده بود که بجز یک دونم ملک عمومی همگی املاک آن خصوصی بود. در سال‌های ۱۹۴۴–۱۹۴۵، این روستا دارای ۶۴۰ دونم زمین بود که برای غلات مورد استفاده قرار می‌گرفت و ۱۶ دونم منطقه ساخته شده (شهری) بود.

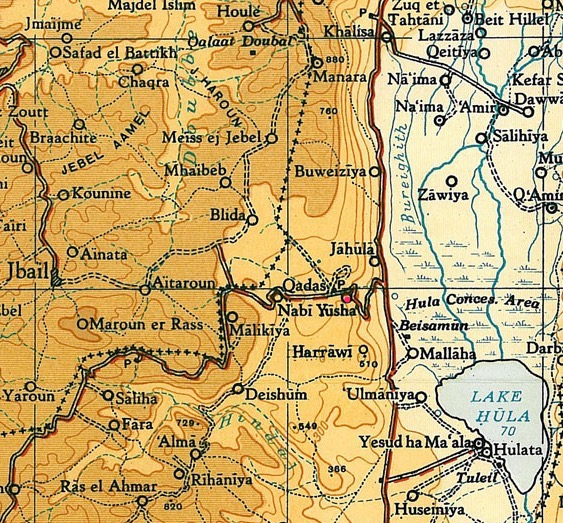
نبی یوشع. ۱۹۴۵م. بررسی فلسطین مقیاس ۱:۲۵۰۰۰۰

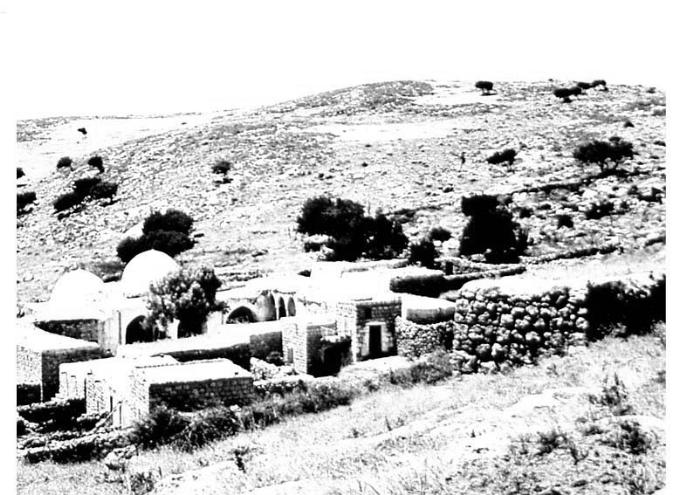
نبی یوشع ۱۹۴۸

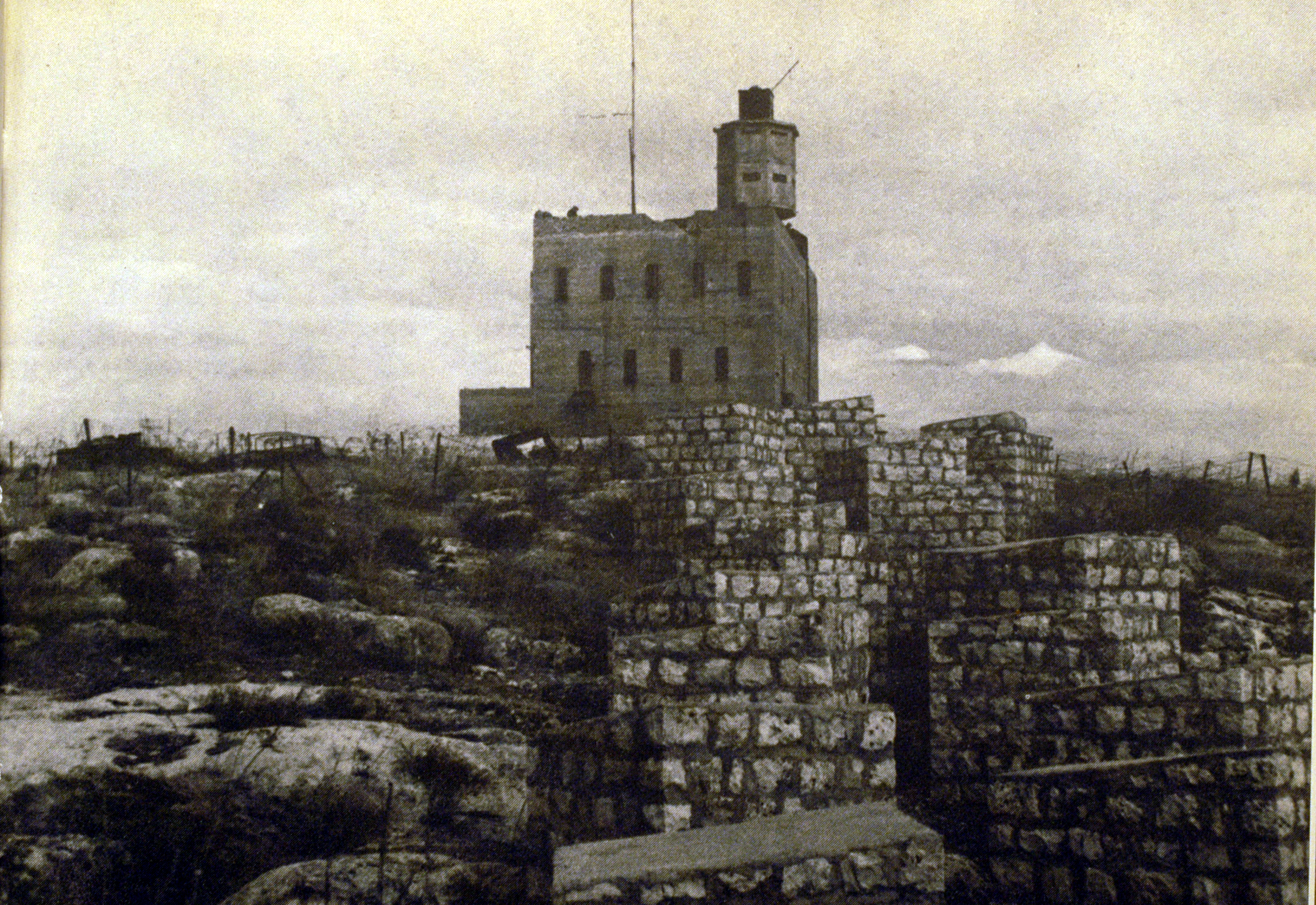
قلعه پلیس نبی یوشع، ۱۹۴۸

### جنگ ۱۹۴۸ و پیامدهای آن
نبی یوشع در ۱۶ مه در جنگ اعراب و اسرائیل در سال ۱۹۴۸ در طی عملیات یفتاخ به رهبری افسر ارتش اسرائیل، ایگال آلون، که بعداً به یکی از شخصیت‌های کلیدی اسرائیل تبدیل شد، تخلیه شد. تلاش اولیه برای تصرف روستا توسط نیروهای هاگانا در طول عملیات به کشته شدن ۲۲ جنگجوی هاگانا ختم شد که بنا بر گزارشها، سر اجساد آنها توسط نیروهای عرب جدا شد.
اکثر ساکنان آن به اردوگاه‌های پناهندگان در لبنان و سوریه سرازیر شدند. در سال ۱۹۹۸، فرزندان پناهندگان روستای نبی یوشع حدود ۵۰۰ نفر تخمین زده شدند.
موشاو اسرائیلی راموت نفتالی، در سال ۱۹۴۵، در جنوب روستا، تأسیس شد و از سال ۱۹۴۸ شامل زمین نبی یوشع است. موقعیت آن نزدیک به مرز بین نبی یوشع و اراضی ملاحه واقع شده‌است.
ولید خالدی، مورخ فلسطینی، بقایای این روستا را در سال ۱۹۹۲ چنین توصیف کرد: «این مکان با سیم خاردار حصار شده و زیر آوار مدفون شده‌است که دسترسی را دشوار می‌کند. اما شواهدی از این روستا باقی مانده‌است: قطعاتی از خانه‌ها، قبرهای موجود در قبرستان روستا و زیارتگاه نبی یوشع. دو گنبد و ورودی طاق‌دار قسمت اصلی حرم هنوز سالم است، اما دیوارهای سنگی قطور اتاق‌های متصل به آن شکسته و کل مجموعه ساختمان‌ها بدون مراقبت رها شده‌است. علف‌های هرز از پشت بام جوانه می‌زنند. محوطه روستا توسط درختان انجیر و کاکتوس احاطه شده‌است. زمین‌های مسطح اطراف این محدوده توسط کشاورزان اسرائیلی مورد کشت سیب قرار گرفته‌است، در حالی که قسمت‌های شیب‌دار آن جنگلی است یا به عنوان مرتع استفاده می‌شود.»

## زیارتگاه نبی یوشع
این زیارتگاه توسط مدرسه باستان‌شناسی بریتانیا در سال ۱۹۹۴ مورد بررسی قرار گرفت که آن را ساختاری مستطیلی شکل در اطراف حیاطی در راستای شمال به جنوب توصیف کردند که از طریق دروازه‌ای در منتها الیه شمالی ورودی داشته‌است. اتاق‌های اصلی در انتهای جنوبی صحن با دو اتاق گنبدی اصلی قرار داشتند که اتاق غربی قدیمی‌ترین اتاق در کل مجموعه حرم است.
مکان‌های سنتی جایگزین دیگری نیز برای مقبره این پیامبر وجود دارد. مانند: در ترکیه (زیارتگاه روی تپه یوشع، استانبول)، اردن (نبی یوشع بن نون، زیارتگاه اهل سنت در نزدیکی شهر سلط) و عراق (حرم نبی یوشع در بغداد).

## کتابشناسی - فهرست کتب
- Berger, Uri (2015-12-09). "En-Nabi Yusha'" (127). Hadashot Arkheologiyot – Excavations and Surveys in Israel. {{cite journal}}: Cite journal requires |journal= (help)
- Biger, Gideon (2004). The boundaries of modern Palestine, 1840-1947. Routledge. p. 134. ISBN 978-0-7146-5654-0.
- Conder, C.R.; Kitchener, H.H. (1881). The Survey of Western Palestine: Memoirs of the Topography, Orography, Hydrography, and Archaeology. Vol. 1. London: Committee of the Palestine Exploration Fund.
- Government of Palestine, Department of Statistics (1945). Village Statistics, April, 1945.
- Guérin, V. (1880). Description Géographique Historique et Archéologique de la Palestine (به فرانسوی). Vol. 3: Galilee, pt. 2. Paris: L'Imprimerie Nationale.
- Hadawi, S. (1970). Village Statistics of 1945: A Classification of Land and Area ownership in Palestine. Palestine Liberation Organization Research Center. Archived from the original on 2018-12-08. Retrieved 2009-06-02.
- Khalidi, W. (1992). All That Remains: The Palestinian Villages Occupied and Depopulated by Israel in 1948. Washington D.C.: Institute for Palestine Studies. ISBN 0-88728-224-5.
- Lamb, Franklin. Completing The Task Of Evicting Israel From Lebanon 2009-06-02
- Mills, E., ed. (1932). Census of Palestine 1931. Population of Villages, Towns and Administrative Areas. Jerusalem: Government of Palestine.
- Morris, B. (2004). The Birth of the Palestinian Refugee Problem Revisited. Cambridge University Press. ISBN 0-521-00967-7.
- Palmer, E.H. (1881). The Survey of Western Palestine: Arabic and English Name Lists Collected During the Survey by Lieutenants Conder and Kitchener, R. E. Transliterated and Explained by E.H. Palmer. Committee of the Palestine Exploration Fund.
- Petersen, Andrew (2001). A Gazetteer of Buildings in Muslim Palestine (British Academy Monographs in Archaeology). Vol. 1. Oxford University Press. ISBN 978-0-19-727011-0.
- al-Qawuqji, F. (1972): Memoirs  of al-Qawuqji, Fauzi in ژورنال مطالعات فلسطین
  - "Memoirs, 1948, Part I" in 1, no. 4 (Sum. 72): 27-58., dpf-file, downloadable
  - "Memoirs, 1948, Part II" in 2, no. 1 (Aut. 72): 3-33., dpf-file, downloadable
- Rubinstein, D. (6 August 2006). "The Seven Lost Villages". Haaretz. Archived from the original on 1 October 2007. Retrieved 2009-06-02.
- Velde, van de, C.W.M. (1854). Narrative of a journey through Syria and Palestine in 1851 and 1852. Vol. 2. William Blackwood and son.

- به نبی یوشع، یاد فلسطین خوش آمدید
- نبی یوشع، ذکرات
- بررسی فلسطین غربی، نقشه ۴
- نبی یوشع، در مرکز فرهنگی خلیل سکاکینی
- نبی یوشع،  خلیل رزک.
- نقشه سازمان ملل از طرح ۱۹۴۷
- دهکده‌های ویران شده فلسطینی در گوگل ارث بایگانی‌شده  در ۲۲ نوامبر ۲۰۰۸ توسط Wayback Machine